# Brăhășești
Brăhășești is een Roemeense gemeente in het district Galați.
Brăhășești telt 8578 inwoners.